# Академія образотворчих мистецтв (Краків)
Академія образотворчих мистецтв імені Яна Матейка, раніше Краківська академія мистецтв (пол. Akademia Sztuk Pięknych im. Jana Matejki w Krakowie) — вищий навчальний заклад у Кракові, заснований 1818 року. Попередні назви закладу — «Школа малювання і живопису» (Szkoła Rysunku i Malarstwa, 1818—1873) та «Школа образотворчих мистецтв» (Szkoła Sztuk Pięknych, 1873—1900).
У «Школі образотворчих мистецтв» Кракова навчалися, зокрема, українські художники Михайло Бойчук, Михайло Жук, Микола Касперович, Олекса Новаківський, Іван Труш, Микола Бурачек, Мирон Левицький, Леопольд Крец, польський скульптор Томаш Дикас, художник, портретист Францишек Жмурко.
Академія має такі відділи:
- дизайну інтер'єру
- промислового дизайну
- графіки
- збереження та реставрації творів мистецтва
- живопису
- різьби.

З 1956 року академія носить ім'я свого першого директора, польського художника Яна Матейка.

## Ректори
Анджей Беднарчик — з 2020 року.

## Відомі випускники
- Кейван Іван Миколайович,
- Юзеф Унєжиський,
- Ерна Розенштейн (1913—2004) — польська художниця — сюрреаліст, поетеса.
- Марія Ярема (1908—1958) — польська художниця, скульпторка та художникця-декораторка. Відома особистість польського авангарду. Уродженка Львівщини,
- Збігнєв Цебула(*1961) — польський художник, педагог.